# Fuck You All!!!! Caput tuum in ano est
Fuck You All!!!! Caput tuum in ano est – piąty studyjny album norweskiej grupy black metalowej Carpathian Forest.

## Lista utworów
Opracowano na podstawie materiału źródłowego.
| Nr  | Tytuł utworu                                                 | Długość |
| --- | ------------------------------------------------------------ | ------- |
| 1.  | „Vi Åpner Porten Til Helvete...”                             | 6:36    |
| 2.  | „The Frostbitten Woodlands of Norway”                        | 4:58    |
| 3.  | „Start up the Incinerator (Here Comes Another Useless Fool)” | 5:12    |
| 4.  | „Submit to Satan!!!”                                         | 4:07    |
| 5.  | „Diabolism” (The Seed and the Sower)”                        | 4:14    |
| 6.  | „Dypfryst / Dette Er Mit Helvete”                            | 4:04    |
| 7.  | „Everyday I Must Suffer! (Featuring Nordavind)”              | 4:17    |
| 8.  | „The First Cut Is the Deepest”                               | 4:45    |
| 9.  | „Evil Egocentrical Existencialism”                           | 3:47    |
| 10. | „Shut Up, There's No Excuse to Live...”                      | 4:14    |
|     |                                                              | 46:14   |

## Twórcy
Opracowano na podstawie materiału źródłowego.
- R. Nattefrost - śpiew, syntezator
- Anders Kobro - perkusja
- Terje Vik „Tchort” Schei - gitara
- Vrangsinn - gitara basowa, syntezator
- Blood Perverter - gitara